# Équipe de Sicile de football
L'équipe de Sicile de football (en sicilien: Naziunali Siciliana di Palluni) est la sélection qui représente la Sicile, plus grande île en Méditerranée. Elle est contrôlée par la Sicilia Football Association (Sicilia FA en abrégé) et est communément appelée Naziunali Siciliana. La Sicilia FA a été fondée en 2020.
L'Association sicilienne de football n'est membre ni de l'association mondiale de football FIFA ni de l'association européenne de football UEFA, c'est pourquoi l'équipe ne participe pas aux matchs de qualification pour les championnats du monde et d'Europe. Cependant, la Sicilia FA est membre de la ConIFA depuis juin 2021 et peut donc également participer au Championnat du monde de football ConIFA et au Championnat d'Europe de football ConIFA.

## Histoire
Les journalistes et les sicilianistes ont appelé à plusieurs reprises à la création d'une équipe de football sicilienne dans le passé,,. La Sicile a compté une équipe nationale de Rugby dont la première participation en compétition s'est déroulée en 2014, aussi les nationalistes ont espéré pouvoir former une équipe équivalente pour le football.
Le projet actuel a démarré en 2019 après les premiers contacts avec la ConIFA et grâce à la participation d'un comité fondateur composé des trois villes métropolitaines siciliennes de Palerme, Catane et Messine. Le 15 mai 2020, la Sicilia FA a été officiellement fondée et les activités publiques ont commencé en 2021.
Lors de sa fondation, Salvatore Mangano de Messine a été élu président. Angelo Priolo et Fabio Petrucci de Palerme ont été choisis pour servir respectivement de vice-président et de secrétaire général. Alberto L'Episcopo de Catane - un ancien manager de l'équipe de Serie A Chievo Verona - est le directeur général. Mario Bonsignore - ancien président de l'AC Ancona, ex-manager du FC Messina, ainsi que directeur marketing de la Malta Football Association - a été embauché en tant que consultant général de la Sicilia FA. Pietro Cannistrà et Benedetto Bottari - deux figures clés de l'ascension de l'équipe SS Milazzo en Lega Pro (3e division italienne) - ont été élus chef de la zone sportive et chef d'équipe.
L'un des principaux objectifs de la Sicilia FA est de promouvoir la conscience nationale sicilienne à travers le football. L'initiative d'une équipe nationale de football sicilienne est basée sur la conviction que la Sicile est une nation apatride avec ses propres caractéristiques géographiques, historiques et culturelles, ainsi que sa propre langue. La Sicilia FA a déjà signé des collaborations avec l'«Accademia della Lingua Siciliana» (Académie de la langue sicilienne) et l'association culturelle «Lu Statutu» afin d'atteindre cet objectif principal. L'Association sicilienne de football vise à « représenter un symbole de cohésion et d'unité pour les Siciliens au-delà des municipalités et de la dispersion causée par l'émigration ».
Peu de temps après la formation de la Sicilia FA, certains médias ont fantasmé sur la possibilité théorique que des grands internationaux comme Mario Balotelli et Vincenzo Grifo puissent porter le maillot de l'équipe sicilienne,,.
Les deux premières associations de football à reconnaître la Sicilia FA étaient les équipes nationales de football de Sardaigne et de Corse.
Le Comité exécutif mondial de la ConIFA a approuvé l'admission de la Sicile en tant qu'association membre le 27 juin 2021,.
En Sicile, la Sicilia FA est présentée de manière officielle le 29 novembre 2021 dans la salle Sala Gialla Piersanti Mattarella du Palazzo Reale de Palerme, en présence du président monde de la ConIFA Per-Anders Blind, du président européen Alberto Rischio, et du directeur mondial de la zone "No Limits", Francesco Zema,. Les institutions siciliennes étaient représentées entre autres par le conseiller pour l'éducation Roberto Lagalla (gouvernement de la Région Sicilienne) et Paolo Petralia Camassa, le conseiller aux sports de la Municipalité de Palerme.

## Couleurs et logo

Drapeau des Vêpres siciliennes.

Les couleurs officielles de l'équipe nationale de football sicilienne sont le rouge et le jaune, comme celles du drapeau de la Sicile.
Le logo de la Sicilia FA est basé sur le drapeau des Vêpres siciliennes et contient la devise "Animus Tuus Dominus" (Le courage est ton Seigneur), qui a été utilisée par les rebelles siciliens dès 1282 lors de la révolution contre la Maison d'Anjou.
Le logo a été choisi en juin 2021 grâce à un vote sur les réseaux sociaux par les fans de football siciliens, ainsi que par un jury d'experts.

## Tenues
La Sicilia FA a présenté trois maillots d'équipe, tous trois inspirés de l'Histoire de la Sicile en partenariat avec la société Eye Sports avec qui elle a conclu un contrat jusqu'en 2024.
- 1: «Vèspiru» : rouge et jaune avec l'emblème du Triskele sicilien, en l'honneur des Vêpres siciliennes de 1282;
- 2: «Fidiricu»: blanc avec 4 bandes rouges et jaunes et l' aigle de Hohenstaufen, en l'honneur du drapeau royal du roi Frédéric III de Sicile en 1296;
- 3: «Ruggeru» : bleu avec un damier rouge et jaune, en l'honneur de l'établissement du royaume de Sicile par le roi Roger II en 1130.

## Admissibilité des joueurs
Pour pouvoir être convoqué dans l'équipe de Sicile, les joueurs doivent répondre aux critères suivants :
- soit être né en Sicile (même si les parents sont non siciliens)
- soit être d'origine sicilienne
- soit avoir son conjoint sicilien
- soit être résident en Sicile depuis plus de 5 ans

## Compétitions
La première participation officielle de la Sicilia FA se situe lors du Tournoi Mediterranean Cup 2021, compétition de futsal à 5, organisé par la ConIFA à Sanremo en septembre 2021,. En phase de poule, dans le Groupe A, la Sicile gagne son tout premier match officiel un but à zéro (but d'Ivan Molina) contre l'Équipe de Seborga (Football) (en). Elle s'incline ensuite 2-1 face au Comté de Nice et termine à la 2e place de son groupe. La Sicile termine à la 4e place battue 2 tirs au but à 0 par la sélection de l'Île d'Elbe après avoir fini le match à égalité 4 buts partout,.

## Media partners
Une coopération entre la Sicilia FA et le diffuseur de web TV WeSport.it, spécialisé dans le football, a été annoncée le 2 juin 2021 via les réseaux sociaux.

## Staff
| Poste                                 | Staff                                                                       |
| ------------------------------------- | --------------------------------------------------------------------------- |
| Président                             | Salvatore Mangano                                                           |
| Vice-président                        | Angelo Priolo                                                               |
| Secrétaire général                    | Fabio Petrucci                                                              |
| Directeur Général                     | Alberto L'Episcopo                                                          |
| Trésorier                             | Giuseppe D'Andrea                                                           |
| Conseiller général                    | Mario Bonsignore                                                            |
| Directeur sportif                     | Pietro Cannistrà                                                            |
| Team Manager                          | Benedetto Bottari                                                           |
| Responsable communication             | Fabrizio Di Blasi                                                           |
| Attaché de presse                     | Gaetano Mangione                                                            |
| Responsable Relations internationales | Giovanni Privitera                                                          |
| Ambassadeurs                          | Giovanni Privitera (France) Mario Trabucco della Torretta (Grande Bretagne) |